# Bruce-Nunatak
Der Bruce-Nunatak ist eine 320 m hohe Insel vor der Nordenskjöld-Küste des Grahamlands auf der Antarktischen Halbinsel, die auch als Nunatak beschrieben wurde. Er liegt 3 km westlich des Donald-Nunatak in der Gruppe der Robbeninseln.
Kartiert wurde er 1902 von Teilnehmern der Schwedischen Antarktisexpedition (1901–1903). Otto Nordenskjöld, Leiter der Expedition, benannte ihn nach dem schottischen Polarforscher William Speirs Bruce (1867–1921).